# Wohnsiedlung Glatt I
Die Wohnsiedlung Glatt I ist eine kommunale Wohnsiedlung der Stadt Zürich im Saatlenquartier von Schwamendingen, die Ende der 1960er-Jahre von Walter Gautschi und Otto Rotach erstellt wurde. Sie wurde ursprünglich für die Schichtarbeiter des Kehrichtheizkraftwerks Hagenholz errichtet.

## Lage
Die Siedlung liegt im nördlichen Teil des Saatlenquartiers an der Opfikonstrasse. Neben der Siedlung ist die Tramhaltestelle «Auzelg», dahinter die Kleingartenanlage Auzelg. Über der Opfikonstrasse liegt die Schule Auzelg II.

## Geschichte
Mit der Siedlung wurde für die Mitarbeiter der Städtischen Werke Wohnraum geschaffen, der sich in der Nähe ihres Arbeitsplatzes befindet, denn damals gab es in diesem peripheren Teil der Stadt noch kaum Wohnungen. Die Siedlung war 1970 bezugsbereit und wurde 1972 durch die vis-à-vis liegende Siedlung Glatt II ergänzt.

## Architektur
Die Siedlung besteht aus fünf abgewinkelten, zweigeschossigen Flachbauten, die um zwei Innenhöfe angeordnet sind. In ihr gibt es 22 Wohnungen mit 3 ½ Zimmern und 22 Wohnungen mit 4 ½ Zimmern. Bei der Sanierung im Jahr 2013 wurde die vorgehängte, trist wirkende Fassade gegen eine neue, verputzte Aussenisolation gewechselt, die mehrheitlich in hellem Grauton gehalten ist.